# Parakiefferiella osaruflava
Parakiefferiella osaruflava är en tvåvingeart som beskrevs av Sasa 1988. Parakiefferiella osaruflava ingår i släktet Parakiefferiella och familjen fjädermyggor. Inga underarter finns listade i Catalogue of Life.